# Hugyag
Hugyag es un pueblo ubicado en el condado de Nógrád, Hungría.

## Superficie
Posee una superficie de 10,90 kilómetros cuadrados.

## Demografía
Hasta 2021 la población era de 884 habitantes, con una densidad de población de 81,10 habitantes por kilómetro cuadrado.